# Ludwig Fischer von Weikersthal
Ludwig Anton Friedrich Fischer von Weikersthal (* 26. Februar 1843 in Nattheim; † 4. Dezember 1912 in Ellwangen) war ein württembergischer Generalmajor und Kommandeur des Landjägerkorps.

## Leben

### Herkunft
Ludwig war ein Sohn des württembergischen Revierförsters, Oberamtmanns von Horb am Neckar und Herrn von Nordstetten Hans Philipp Fischer von Weikersthal (1802–1858) und dessen Ehefrau Marie, geborene Freiin von Welden (1813–1893).

### Militärkarriere
Fischer besuchte das Gymnasium in Ellwangen sowie die Oberrealschule in Esslingen am Neckar (das heutige Georgii-Gymnasium). Nach Absolvierung der Kriegsschule Ludwigsburg wurde er am 27. April 1863 als Portepeekadett im 6. Infanterie-Regiment der Württembergischen Armee angestellt. Hier folgte am 14. Mai 1864 mit Patent vom 3. Mai 1863 seine Beförderung zum Leutnant. Vom 30. April 1868 bis 27. Juli 1870 war er als Inspektionsoffizier zur Kriegsschule kommandiert. Inzwischen zum Oberleutnant befördert, kam er zur Stabskompanie und wurde kurz darauf am 8. Dezember 1870 zur Dienstleistung zum 7. Infanterie-Regiment kommandiert. Mit diesem Regiment beteiligte Fischer sich während des Deutsch-Französischen Krieges an der Einschließung und Belagerung von Paris. Für seine Leistungen erhielt er das Ritterkreuz I. Klasse des Friedrichs-Ordens.
Nachdem Fischer am 18. Dezember 1871 in das 7. Infanterie-Regiment Nr. 125 versetzt worden war, diente er vom 15. Januar 1872 bis 6. April 1873 als Adjutant der 53. Infanterie-Brigade und anschließend in selbiger Funktion beim Generalkommando des XIII. (Königlich Württembergisches) Armee-Korps. Am 1. August 1873 zum Hauptmann befördert, wurde er zwei Monate später zum Kompaniechef im 4. Infanterie-Regiment Nr. 122 ernannt. Als Major war Fischer ab Ende 1884 für drei Jahre Bataillonskommandeur im Infanterie-Regiment „Kaiser Wilhelm, König von Preußen“ (2. Württembergisches) Nr. 120 und kam anschließend in das Infanterie-Regiment „Alt-Württemberg“ (3. Württembergisches) Nr. 121. Am 1. Oktober 1889 wurde er als etatmäßiger Stabsoffizier in das Grenadier-Regiment „König Karl“ (5. Württembergisches) Nr. 123 nach Ulm versetzt und Ende Januar 1890 zum Oberstleutnant befördert. Anfang März 1892 folgte seine Versetzung in das Infanterie-Regiment „Kaiser Friedrich, König von Preußen“ (7. Württembergisches) Nr. 125, wo er Ende des Monats zum Oberst befördert wurde. Am 20. Mai 1892 wurde Fischer mit Pension zur Disposition gestellt. 
Fischer wurde anschließend zunächst als Stabsoffizier und Bezirkskommandeur im Landjägerkorps weiterverwendet. Am 23. April 1894 ernannte man ihn zum Kommandeur des Landjägerkorps und in dieser Stellung erhielt er am 25. April 1896 den Charakter als Generalmajor. Auf sein Gesuch hin wurde Fischer unter Verleihung des Komturkreuzes des Ordens der Württembergischen Krone am 27. Mai 1903 von seiner Stellung enthoben. Er war außerdem Komtur II. Klasse des Friedrichs-Ordens, Ritter IV. Klasse des Roten Adlerordens, Ritter II. Klasse des Kronenordens und Komtur II. Klasse des Albrechts-Ordens sowie Ritter III. Klasse des Ordens der Heiligen Anna.
Nach seiner Verabschiedung lebte er in Ellwangen.
Anlässlich der Jahrhundertfeier des Landjägerkorps verlieh ihm König Wilhelm II. am 30. November 1907 das Patent zu seinem Dienstgrad als Generalmajor.